# Ochi de pisică

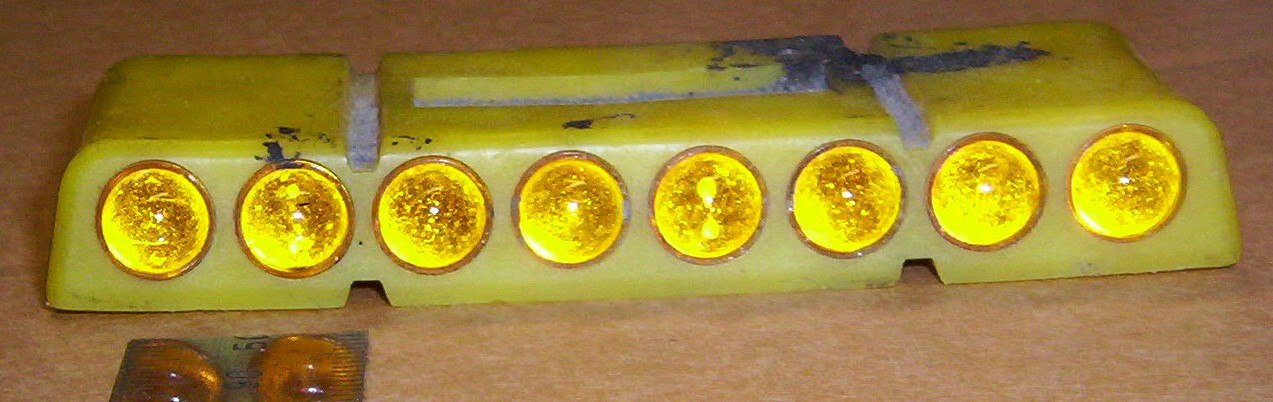
Ochi de pisică de culoare galbenă montat pe un drum

Ochi de pisică montate pe o bicicletă

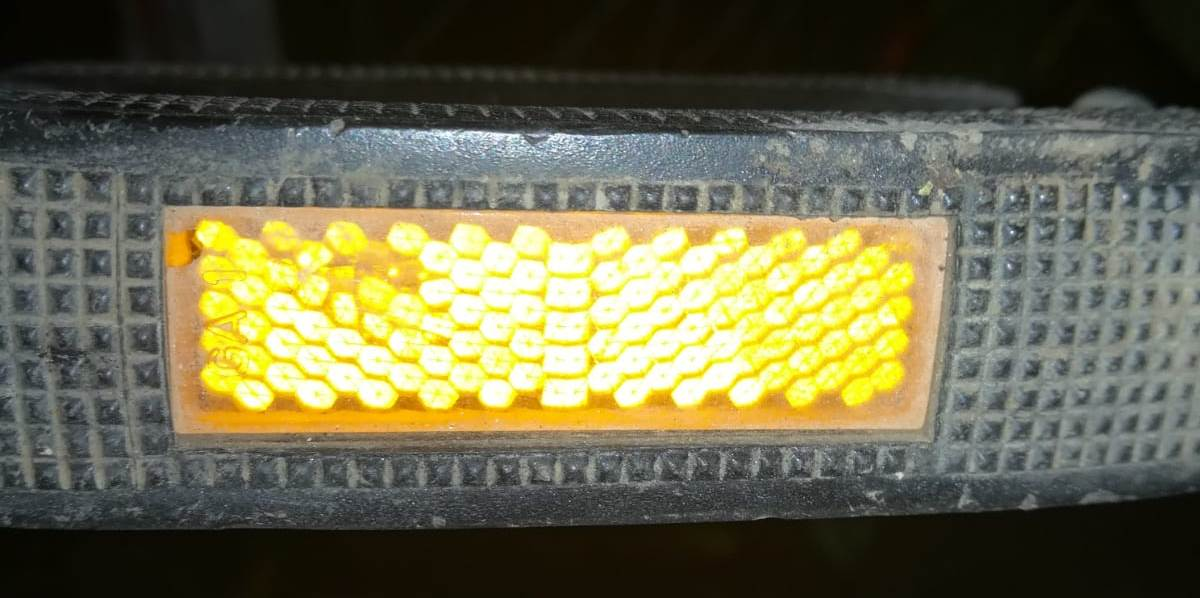
Ochi de pisică montat pe o pedală de bicicletă

Ochiul de pisică, numit și catadioptru, este un disc de sticlă sau de material plastic (de obicei montat într-o garnitură metalică), cu diametrul de 4-8 cm, argintat pe fața interioară, uneori și colorat, și care are, pe fața văzută, fațete numeroase care reflectă razele de lumină proiectate asupra lor. Se folosește ca piesă de semnalizare optică, fixată pe un vehicul (de obicei la spatele lui) sau pe panourile de semnalizare. Pe șosele, în special la curbe, aceste piese sunt așezate, de obicei, unele lângă altele, pentru a forma litere sau semne indicatoare, care devin luminoase, noaptea, prin reflectarea luminii farurilor.